# Elecciones municipales del Santa de 2014
Las elecciones municipales del Santa de 2014 se llevaron a cabo el 5 de octubre de 2014 para elegir al alcalde y al Concejo Provincial del Santa para el periodo 2015-2018. La elección se celebró simultáneamente con elecciones regionales y municipales (provinciales y distritales) en todo el Perú.

## Sistema electoral
La Municipalidad Provincial del Santa es el órgano administrativo y de gobierno de la provincia del Santa. Está compuesta por el alcalde y el Concejo Provincial.
La votación del alcalde y el concejo se realiza en base al sufragio universal, que comprende a todos los ciudadanos nacionales mayores de dieciocho años, empadronados y residentes en la provincia del Santa y en pleno goce de sus derechos políticos, así como a los ciudadanos no nacionales residentes y empadronados en la provincia del Santa.
El Concejo Provincial del Santa está compuesto por 13 regidores elegidos por sufragio directo para un período de cuatro (4) años, en forma conjunta con la elección del alcalde (quien lo preside). La votación es por lista cerrada y bloqueada. Se asigna a la lista ganadora los escaños según el método d'Hondt o la mitad más uno, lo que más le favorezca.

## Composición del Concejo Provincial del Santa
La siguiente tabla muestra la composición del Concejo Provincial del Santa antes de las elecciones.
| Partidos | Partidos                                              | Regidores |
| -------- | ----------------------------------------------------- | --------- |
|          | Movimiento Regional Independiente Cuenta Conmigo      | 8         |
|          | Movimiento Independiente Regional Río Santa Caudaloso | 2         |
|          | Partido Aprista Peruano                               | 2         |
|          | Perú Posible                                          | 1         |

## Partidos y candidatos
A continuación se muestra una lista de los principales partidos y alianzas electorales que participaron en las elecciones:
| Candidatura | Candidatura | Partidos y alianzas | Candidatos | Candidatos                        | Ideología                                                          | Resultado previo | Resultado previo | Ref. |
| Candidatura | Candidatura | Partidos y alianzas | Candidatos | Candidatos                        | Ideología                                                          | Votos (%)        | Reg.             | Ref. |
| ----------- | ----------- | --- | ---------- | --------------------------------- | ------------------------------------------------------------------ | ---------------- | ---------------- | ---- |
|             | RSC         | Lista - Movimiento Independiente Regional Río Santa Caudaloso (RSC)                                                     |            | Amelia Espinoza García            | Regionalismo ancashino                                             | 19.25%           | 2                |      |
|             | APRA        | Lista - Partido Aprista Peruano (APRA)                                                                                  |            | Ramón de la Cruz Castillo         | Aprismo                                                            | 14.79%           | 2                |      |
|             | PP          | Lista - Perú Posible (PP)                                                                                               |            | Luis Peña Banda                   | Socioliberalismo Democracia liberal Tercera vía                    | 10.48%           | 1                |      |
|             | APP         | Lista - Alianza para el Progreso (APP)                                                                                  |            | Roberto Briceño Franco            | Liberalismo económico Conservadurismo liberal Populismo de derecha | 4.14%            | 0                |      |
|             | SP          | Lista - Somos Perú (SP)                                                                                                 |            | Felipe La Peña Rojas              | Democracia cristiana Conservadurismo social                        | 3.66%            | 0                |      |
|             | FP–H        | Lista - Alianza Hora Cero Fuerza Popular (FP–H) – Fuerza Popular (FP) – Movimiento Independiente Regional Hora Cero (H) |            | Rodolfo Watanabe Uyeki            | Fujimorismo Populismo de derecha Regionalismo ancashino            | 3.14%            | 0                |      |
|             | MANPE       | Lista - Movimiento Acción Nacionalista Peruano (MANPE)                                                                  |            | Carlos Cacha Salazar              | Regionalismo ancashino                                             | 1.63%            | 0                |      |
|             | PHP         | Lista - Partido Humanista Peruano (PHP)                                                                                 |            | Luis Denegri Córdova              | Humanismo Socialismo Ecosocialismo                                 | 0.90%            | 0                |      |
|             | RN          | Lista - Restauración Nacional (RN)                                                                                      |            | Taber Cadenillas Ortega           | Liberalismo económico Humanismo cristiano Evangelismo              | 0.78%            | 0                |      |
|             | PPS         | Lista - Perú Patria Segura (PPS)                                                                                        |            | Giovanna Villanueva Díaz          | Fujimorismo Conservadurismo liberal Liberalismo económico          | 0.24%            | 0                |      |
|             | SU          | Lista - Siempre Unidos (SU)                                                                                             |            | Rubén Sandoval Calvo              | Partido atrapalotodo                                               | 0.19%            | 0                |      |
|             | UPP         | Lista - Unión por el Perú (UPP)                                                                                         |            | Luis Ishikane Jiménez             | Socioliberalismo Progresismo Socialdemocracia                      | Nuevo            | Nuevo            |      |
|             | DD          | Lista - Democracia Directa (DD)                                                                                         |            | Jorge Velásquez Pérez             | Socialismo Nacionalismo de izquierda Ecologismo                    | Nuevo            | Nuevo            |      |
|             | FA          | Lista - Frente Amplio (FA)                                                                                              |            | Hugo Meléndez Benites             | Socialismo Ecologismo Descentralización                            | Nuevo            | Nuevo            |      |
|             | MIRPA       | Lista - Movimiento Independiente Regional Puro Áncash (MIRPA)                                                           |            | María Barrenechea Berna de Rondán | Regionalismo ancashino                                             | Nuevo            | Nuevo            |      |
|             | RA          | Lista - Renovación Ancashina (RA)                                                                                       |            | Sabino Ponce Roso                 | Regionalismo ancashino                                             | Nuevo            | Nuevo            |      |
|             | EM          | Lista - Movimiento Regional El Maicito (EM)                                                                             |            | Francisco Robles Capcha           | Regionalismo ancashino                                             | Nuevo            | Nuevo            |      |
|             | AM          | Lista - Movimiento Regional Ande-Mar (AM)                                                                               |            | Víctor Capristán Vásquez          | Regionalismo ancashino                                             | Nuevo            | Nuevo            |      |
|             | IND         | Lista - Lista Independiente N° 1 Vale Áncash                                                                            |            | Guido Mariños Pereda              | Localismo santeño                                                  | Nuevo            | Nuevo            |      |

## Sondeos de opinión
Las siguientes tablas enumeran las estimaciones de la intención de voto en orden cronológico inverso, mostrando las más recientes primero y utilizando las fechas en las que se realizó el trabajo de campo de la encuesta. Cuando se desconocen las fechas del trabajo de campo, se proporciona la fecha de publicación.
Leyenda:
     Sondeo realizado en el periodo de prohibición legal de la difusión de sondeos de intención de voto.

### Intención de voto
La siguiente tabla enumera las estimaciones ponderadas (sin incluir votos en blanco y nulos) de la intención de voto.
|                                |            |   |      |      |     |     |     |     |  |  |  |  |  |
| Elecciones municipales de 2014 | 5 oct 2014 | — | 22.2 | 21.8 | 9.0 | 6.6 | 6.2 | 0.4 |  |  |  |  |  |
|                                |            |   |      |      |     |     |     |     |  |  |  |  |  |
| Ipsos Perú/América             | 5 oct 2014 | ? | 21.7 | 23.2 | 8.2 | –   | –   | 1.5 |  |  |  |  |  |

## Resultados

### Sumario general
| |                                                             |              |              |              |           |           |
| Partidos y coaliciones | Partidos y coaliciones                                      | Voto popular | Voto popular | Voto popular | Regidores | Regidores |
| Partidos y coaliciones | Partidos y coaliciones                                      | Votos        | %            | +/−          | Total     | +/−       |
| | Movimiento Independiente Regional Río Santa Caudaloso (RSC) | 50,550       | 22.19        | +2.94        | 8         | +6        |
| | Alianza para el Progreso (APP)                              | 49,623       | 21.79        | +17.65       | 3         | +3        |
| | Movimiento Regional Ande-Mar (AM)                           | 20,601       | 9.05         | Nuevo        | 1         | +1        |
| | Lista Independiente N° 1 Vale Áncash                        | 15,026       | 6.60         | n/a          | 1         | +1        |
| | Partido Aprista Peruano (APRA)                              | 14,207       | 6.24         | –8.55        | 0         | –2        |
| | Somos Perú (SP)                                             | 11,415       | 5.01         | +1.35        | 0         | ±0        |
| | Partido Humanista Peruano (PHP)                             | 11,160       | 4.90         | Nuevo        | 0         | ±0        |
| | Movimiento Acción Nacionalista Peruano (MANPE)              | 9,204        | 4.04         | +2.41        | 0         | ±0        |
| | Movimiento Independiente Regional Puro Áncash (MIRPA)       | 7,756        | 3.41         | Nuevo        | 0         | ±0        |
| | Alianza Hora Cero Fuerza Popular (FP–H)1                    | 7,302        | 3.21         | +0.07        | 0         | ±0        |
| | Movimiento Regional El Maicito (EM)                         | 7,701        | 3.38         | Nuevo        | 0         | ±0        |
| | Perú Posible (PP)                                           | 6,627        | 2.91         | –7.57        | 0         | –1        |
| | Democracia Directa (DD)                                     | 4,338        | 1.90         | Nuevo        | 0         | ±0        |
| | Siempre Unidos (SU)                                         | 3,436        | 1.51         | +1.32        | 0         | ±0        |
| | Unión por el Perú (UPP)                                     | 2,490        | 1.09         | n/a          | 0         | ±0        |
| | Renovación Ancashina (RA)                                   | 2,268        | 1.00         | Nuevo        | 0         | ±0        |
| | Restauración Nacional (RN)                                  | 2,027        | 0.89         | +0.11        | 0         | ±0        |
| | Perú Patria Segura (PPS)2                                   | 1,236        | 0.54         | +0.30        | 0         | ±0        |
| | Frente Amplio (FA)                                          | 791          | 0.35         | Nuevo        | 0         | ±0        |
| |                                                             |              |              |              |           |           |
| Total | Total                                                       | 227,758      |              |              | 13        | ±0        |
| |                                                             |              |              |              |           |           |
| Votos válidos | Votos válidos                                               | 227,758      | 84.52        | –0.87        |           |           |
| Votos en blanco | Votos en blanco                                             | 13,925       | 5.17         | –0.39        |           |           |
| Votos nulos | Votos nulos                                                 | 27,804       | 10.32        | +1.27        |           |           |
| Votos emitidos | Votos emitidos                                              | 269,487      | 84.00        | –2.54        |           |           |
| Abstenciones | Abstenciones                                                | 51,325       | 16.00        | +2.54        |           |           |
| Votantes registrados | Votantes registrados                                        | 320,812      |              |              |           |           |
| |                                                             |              |              |              |           |           |
| Fuente: |                                                             |              |              |              |           |           |
| Notas al pie: 1 Comparado con los resultados de Fuerza 2011 (F2011) en las elecciones de 2010. 2 Comparado con los resultados de Cambio 90 (C90) en las elecciones de 2010. |                                                             |              |              |              |           |           |
| Notas al pie: |                                                             |              |              |              |           |           |
| 1 Comparado con los resultados de Fuerza 2011 (F2011) en las elecciones de 2010. 2 Comparado con los resultados de Cambio 90 (C90) en las elecciones de 2010.               |                                                             |              |              |              |           |           |

## Elecciones municipales distritales

### Resultados por distrito
La siguiente tabla enumera el control de los distritos de la provincia del Santa. El cambio de mando de una organización política se resalta del color de ese partido.
| Distrito         | Alcalde(sa) titular        | Partido político | Partido político    | Alcalde(sa) electo(a)    | Partido político | Partido político          |
| ---------------- | -------------------------- | ---------------- | ------------------- | ------------------------ | ---------------- | ------------------------- |
| Cáceres del Perú | Lorenzo Navarrete León     |                  | Río Santa Caudaloso | Gil Carrión Ramírez      |                  | Río Santa Caudaloso       |
| Coishco          | Santos Castillo Mestanza   |                  | Río Santa Caudaloso | Manuel Aldave Boyd       |                  | Alianza para el Progreso  |
| Macate           | Víctor Arteaga Martínez    |                  | Somos Perú          | Juan Zegarra Villanueva  |                  | Partido Humanista Peruano |
| Moro             | Ivo Rincón Ruiz            |                  | Río Santa Caudaloso | Porfirio Villon Sotelo   |                  | Partido Aprista Peruano   |
| Nepeña           | Luis Collazos Matheus      |                  | Áncash Dignidad     | Manuel Figueroa Laos     |                  | Democracia Directa        |
| Nuevo Chimbote   | Juan Gasco Barreto         |                  | Cuenta Conmigo      | Valentín Fernández Bazán |                  | Vale Áncash               |
| Samanco          | Rafael Huamanchumo Sánchez |                  | Cuenta Conmigo      | Teodoro Casana Escobedo  |                  | Somos Perú                |
| Santa            | Óscar Velarde Ichikawa     |                  | Fuerza 2011         | Germán Rojas Soto        |                  | Alianza para el Progreso  |